# VGTRK
De televisie- en radio-omroep van geheel Rusland (Russisch: Всероссийская государственная телевизионная и радиовещательная компания, Vserossiejskaja gosoedarstvennaja televizionnaja i radiovesjtsjatelnaja kompanieja) is een Russische publieke omroep die televisie, radio en internetnieuws verzorgt. Het bedrijf bezit meerdere televisie- en radiostations. In 1990 is het bedrijf opgericht om de Russische president Boris Jeltsin een eigen stem te geven die onafhankelijk was van de Sovjets.

## Geschiedenis
Om een onafhankelijke stem voor zichzelf te creëren, besloot Jeltsin om via de staat een eigen televisie- en radiozender op te richten. Via dit nieuwe mediabedrijf kon hij zijn eigen nieuws en toespraken uitzenden, zonder dat de Sovjets het censureerden. Na de val van het communisme viel ook de Gosteleradio, waarop de Russische staat veel invloed had. Via VGRTK probeerde de nieuw-gevormde Russische staat de grip op de Russische radio- en tv-uitzendingen te behouden. Tot op heden heeft de Russische staat via VGRTK een groot deel van de Russische radio en televisie in handen.

## Media
VGRTK heeft vijf nationale televisiestations, twee internationale televisiestations en vijf radiostations. Verder heeft VGRTK nog tachtig kleinere regionale televisie- en radionetwerken in handen.

### Televisie
- Rusland-1 (Russisch amusements- en nieuwskanaal)
- Rusland-2 (sport)
- Rusland-24 (nieuws)
- Rusland-K (cultuur)
- Bibigon (kinderkanaal)
- Euronews (Russisch)
- RTR Planeta (internationaal nieuws- en amusementskanaal)

### Radio
- Radio Koeltoera (cultuur)
- Radio Majak (amusement en nieuws)
- Radio Orfej (klassieke muziek)
- Radio Rossii (praatradio met regionale zaken)
- Vesti FM (nieuws)
- Radio Joenost (Europese en Amerikaanse popmuziek)
- Voice of Russia (internationaal nieuws)

### Nieuwsagentschap
- RIA Novosti